# Big Bang (grupo musical)
Big Bang, comúnmente estilizado como BIGBANG, es un grupo masculino surcoreano. Actualmente está formado por tres miembros: Taeyang, G-Dragon y Daesung. Originalmente siendo un grupo de cinco miembros, T.O.P no volvió al grupo debido a su escándalo por consumo ilegal de marihuana y también para centrarse en su carrera en solitario, mientras que Seungri no volvió al grupo debido a su participación en el escándalo del Burning Sun. Debutaron bajo el sello discográfico YG Entertainment en 2006. Debutaron el 19 de agosto de 2006 en el concierto del 10.º aniversario de YG Family, aunque su primer sencillo, Big Bang, no se publicó hasta el 28 de agosto. El grupo debutó en Japón el 4 de enero de 2008 con el miniálbum For the World.
Lograron su primer éxito en Corea en 2007 con la canción «Lies», incluida en el miniálbum Always, que llegó a ganar el premio a "Canción del año" en los Mnet Asian Music Awards de ese año. Cementaron su popularidad con sus siguientes lanzamientos, Hot Issue en 2007 del que salió el sencillo «Last Farewell» y Stand Up en 2008 con el tema «Haru Haru». En 2008 publicaron su segundo álbum de estudio, Remember y ganaron el premio a "Artista del año" en los Mnet Asian Awards, además de publicar su primer álbum japonés, Number 1. Durante el periodo de 2009 a 2011 el grupo se centró en las actividades individuales y en las promociones en Japón, lanzando los álbumes Big Bang y Big Bang 2, lo que les llevó a recibir premios en los MTV Video Music Awards Japan, los Japan Record Awards y los Japan Gold Disc Awards. En febrero de 2011 regresaron a Corea con la publicación del miniálbum Tonight y en noviembre recibieron el premio a "Mejor Artista Mundial" en los MTV Europe Music Awards. A principio de 2012 lanzaron el EP Alive, que se convirtió en el primer álbum coreano en entrar en el Billboard 200, y el sencillo «Fantastic Baby» fue el primer vídeo de un grupo k-pop en alcanzar los doscientos millones de visitas. Ese mismo año celebraron su primera gira mundial, Big Bang Alive Galaxy Tour, en la que actuaron frente a casi 800 000 espectadores en tres continentes.
Después de tres años de hiato, el grupo volvió en mayo de 2015 con el primero de los cuatro sencillos —M, A, D y E— que precederían al tercer álbum de estudio de la banda. Los sencillos fueron un éxito tanto comercial como de crítica e hizo que el grupo recibiera premios a "Artista del año" en los Mnet Asian Music Awards y en los Melon Music Awards, además del premio a "Canción del año" en los Korean Music Awards. En 2016 la banda celebró su décimo aniversario con un concierto especial celebrado en Seúl ante 65 000 espectadores, la mayor audiencia registrada para un artista k-pop, y un documental llamado BIGBANG MADE. El 12 de diciembre de 2016 salió al mercado Made: The Full Album, que incluía los sencillos publicados en 2015 además de tres nuevas canciones. El sencillo promocional «Fxxk It» llegó al número uno en la lista Gaon Digital Chart con casi 600 000 descargas y más de veintidós millones de streamings en el primer mes y el álbum supuso la segunda entrada del grupo en el Billboard 200. En 2017 se espera que cesen las actividades del grupo al completo ya que está previsto que T.O.P inicie su servicio militar obligatorio en febrero, aunque ya se ha anunciado que Daesung prevé celebrar una gira japonesa durante el mes de abril llamada D-Lite Japan Dome Tour 2017.
Han sido denominados por los medios de comunicación como «leyendas del k-pop» y como el «grupo más grande de Asia» por encabezar la difusión del k-pop en el mundo y por redefinir sus límites. Llegaron a ser descritos en sus inicios por la revista estadounidense Time como la «promesa más grande de la música coreana». The Hollywood Reporter declaró que el gran éxito de la banda se debía a la libertad creativa de la que disfrutan, que hace posible que el líder, G-Dragon, participe en la composición de prácticamente todos los temas del grupo, a la vez que permite que todos los miembros muestren su idiosincrasia musical en sus trabajos en solitario. El gran éxito de ventas del grupo, especialmente digitales, les llevó a entrar en la lista de Melon de las cien canciones más vendidas en la década de los años 2000 con cinco temas, entre los que se encontraban «Last Farewell», «Haru Haru» y «Lies». En 2016 se convirtieron en los primeros artistas surcoreanos en entrar en la lista Forbes Celebrity 100 en el número 54 con unas ganancias estimadas de cuarenta y cuatro millones de dólares entre junio de 2015 y junio de 2016. Con esa cifra, Forbes declaró también que eran la cuarta boy band con mejores ganancias en un solo año de la historia. Gran parte de esas ganancias se debieron a su gira mundial MADE World Tour que duró aproximadamente un año y atrajo a un millón y medio de espectadores. Según un artículo publicado por Billboard, son el grupo k-pop con más conciertos alrededor del mundo entre 2013 y 2016, con cien conciertos registrados, y en 2016 fueron los artistas que lograron reunir a más asistentes en Japón.

## Historia

### 2000-2006: Formación e Inicios
Antes del debut del grupo, algunos de los miembros que ya habían sido expuestos a la industria del entretenimiento. Ji Yong (G-Dragon) y Taeyang fueron los primeros en recibir entrenamiento de YG Entertainment a la edad de once años. El dúo lanzó dos pistas bajo el nombre GDYB, y a menudo aparecían en álbumes y vídeos musicales de Wheesung, Gummy, Perry, Masta Wu, y Se7en. Una de sus piezas más conocidas antes del debut como banda fue Unfold to Higher Place junto con Perry y Gummy. G-Dragon también participó en las actividades de promoción con YG Family que consistía en aparecer en eventos junto sus compañeros de sello YG. Los jóvenes aprendices habían planeado lanzar un álbum juntos, pero esa idea fue dejada de lado por YG Entertainment que había decidido en hacerlos debutar en un solo grupo con ellos como integrantes, lo que más tarde se iba a convertir en Big Bang.
YG Entertainment comenzó a buscar más miembros para este nuevo proyecto por lo cual Ji Yong intento contactarse con Seung Hyun —actualmente T.O.P, pero en aquel momento fue conocido como Tempo— un antiguo amigo de infancia también rapero, que uno de su temas más populares fue Buckwild con NBK Gray, por lo cual estos decidieron grabar varios demos y enviarlos a Yang Hyun Suk, tras esto fue llamado a una audición pero fue rechazado no por sus cualidades vocales, sino por ser considerado demasiado gordo como para ser parte de la banda, por ende tuvieron que pasar cerca de seis meses antes de volver a ser reclutado, en todo ese tiempo T.O.P tuvo que bajar cerca de 20 Kilos (44 libras).
Seungri lideró un grupo de baile local en su ciudad natal, Gwangju. El apareció por primera vez en la programa de televisión Let's Cokeplay: Mnet Battle Shinhwa, un programa en el que el grupo Shinhwa por medio de Mnet buscaba integrar miembros para crear una segunda generación. Su falta de habilidades vocales no encanto el jurado, lo que lo llevó a su eliminación. Luego de eso decidió audicionar y fue aceptado para entrenar con YG, en la serie documental de la formación de Big Bang se reveló que su puesto estuvo en peligro, lo que lo llevó a la eliminación, pero más tarde se le dio una oportunidad para impresionar al CEO de YG, lo que aseguró su permanencia. En ese momento, Seungri compitió contra otro aprendiz, Hyun Sung, quien posteriormente fue eliminado tras sentirse no listo y que ahora es miembro de la banda Beast, finalmente Seungri debutó con 16 años en Big Bang. Por otro lado, Kang Dae Sung nació en Itaewon y estudio en la Secundaria Kyungin, en un principio sus padres se oponían a que el fuera músico pero un día decidió ir a un casting de YG sin ninguna expectativa y por sorpresa fue aceptado y reclutado.

### 2006-2008: Debut y éxito
Big Bang hizo su debut oficial el 19 de agosto de 2006 en el Olympic Gymnastics Arena ubicado en el Parque Olímpico de Seúl durante el concierto de celebración del décimo aniversario de YG Family, mientras que el 23 de septiembre de 2006, el grupo hizo su debut en televisión cuando fue emitido dicho concierto. Tras la actuación, fue lanzado el primer sencillo del grupo titulado homónimamente, este contenía las canciones We Belong Together con Park Bom, A Fool's Only Tears (눈물뿐인 바보) y This Love, un cover de la banda Maroon 5, este llegó a vender cerca de 40.000 copias. El segundo sencillo Bigbang is VIP, fue publicado en septiembre y superó las 32.000 copias vendidas. Su tercer sencillo titulado Bigbang 03, superó las 40.000 copias vendidas. En diciembre de 2006 Big Bang tuvo su primer concierto llamado The Real, un mes después a principios de 2007, su primer álbum titulado BigBang Vol. 1 – Since 2007 fue lanzado vendiendo 48.000 copias a finales de febrero de 2007.
El 8 de febrero de 2007, Big Bang lanzó su primer álbum en vivo titulado The First / Real Live Concert este vendió cerca de 30,000 copias, El grupo también comenzó su primer tour a nivel nacional Want You, con el que visitaron cinco ciudades: Incheon, Daegu, Changwon, Jeonju y Busan, además realizaron varias actividades solistas, así como colaboraciones con otros artistas de YG Entertainment. En agosto, Big Bang lanzó su primer EP titulado Always, el cual recibió críticas positivas tanto por parte de fanáticos como de la prensa, en especial la canción Lies (거짓말), que fue compuesta y escrita por el líder del grupo, G-Dragon, esta alcanzó el número uno en un programa de SBS, convirtiéndose en un importante éxito en ese momento con la venta de más de 87,000 copias.

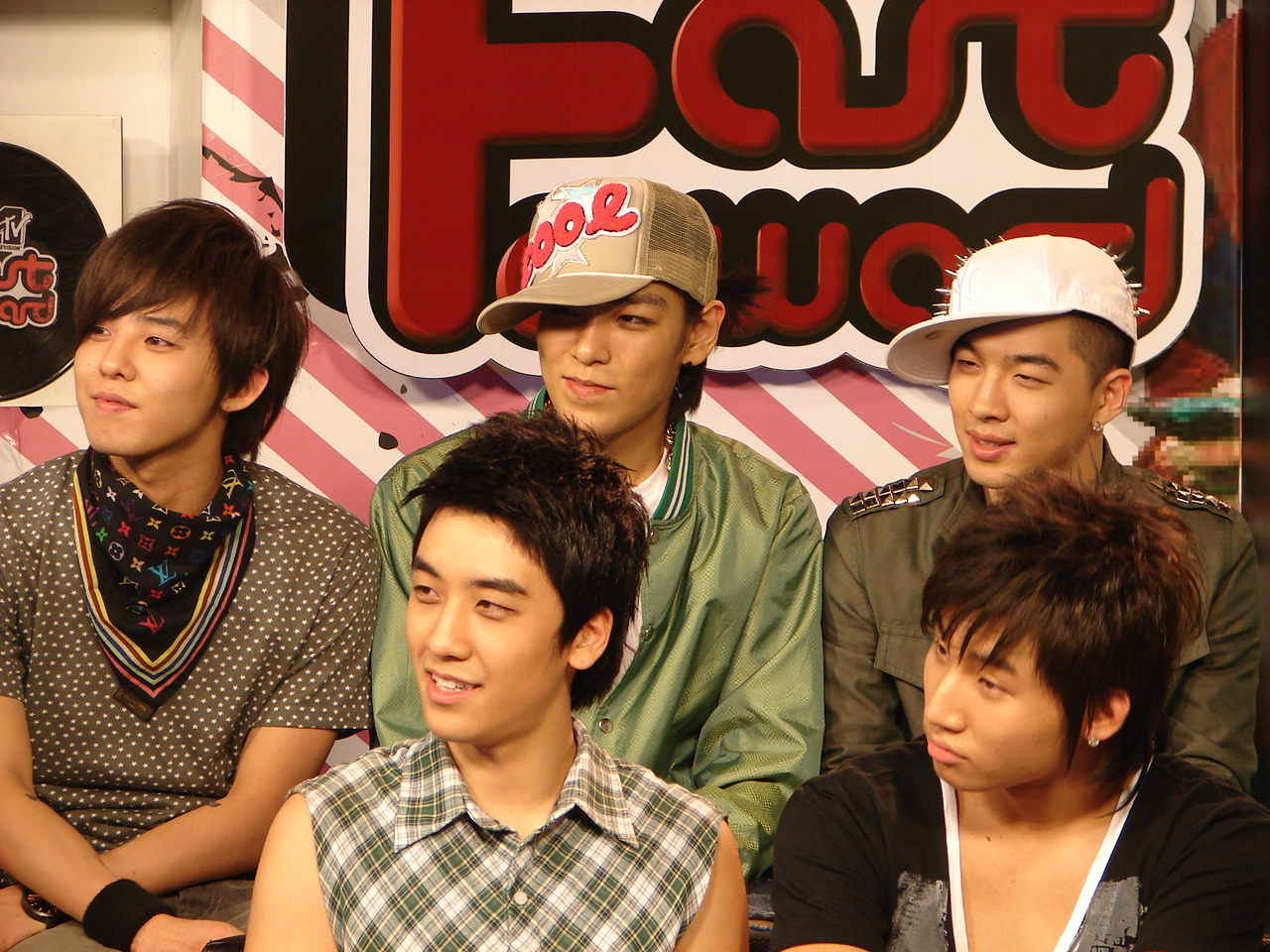
Bigbang en MTV Fast Forward en Tailandia, durante diciembre de 2007

En noviembre de 2007 lanzaron su segundo EP, titulado Hot Issue y su primer sencillo Last Farewell (마지막 인사) llegó al número uno en varias listas de éxitos incluyendo el Juke-On's chart por ocho semanas consecutivas. Posteriormente comenzaron su nueva gira de conciertos en diciembre, titulada BIGBANG is GREAT, donde las entradas se agotaron en 10 minutos. Cabalgando sobre el éxito de su EP, el grupo recibió numerosos premios a finales de año, incluyendo Mejor Grupo Masculino y Canción del Año de la edición 2007 de la premiación Mnet/KM Music Festival. Más tarde recibieron el galardón Artista del Año, otorgado en los Seoul Music Awards.
A principios de 2008, Big Bang lanzó su primer álbum para el mercado japonés, For the World, con nuevas versiones en inglés de los sencillos previos y la canción How Gee (una versión remix de How Gee de Black Machine). El disco llegó al número diez en la lista de éxitos Oricon, a pesar de la falta de promociones. El 28 y 29 de marzo Big Bang realizó su primer concierto en Japón en el JCB hall de Tokio. Su cuarto EP del grupo titulado With U, fue lanzado a fines de mayo. Además de la canción que le daba título, el álbum incluyó varios de sus anteriores éxitos, como Last Farewell y This Love. También fue grabada una versión en japonés de la canción My Girl, cantada por Taeyang.
Al regresar a Corea del Sur, los miembros se dedicaron nuevamente a sus actividades solistas y el 8 de agosto de 2008 lanzaron su tercer EP Stand Up, promocionándolo con el tema principal Haru Haru (하루하루) que superó las 100.000 copias vendidas. En un día la canción llegó al número uno, en varias listas de popularidad en línea. Todas las canciones de Stand Up fueron compuestas por G-Dragon, con excepción de A Good Man, compuesta por TOP. El 22 de octubre del 2008 lanzaron su primer álbum completamente en japonés, Number 1 que alcanzó la tercera posición en la lista Oricon y fue seguido de la gira titulada Stand Up Tour por algunas de las principales ciudades de Japón. El 5 de noviembre de 2008 se puso a la venta el segundo álbum completamente en coreano Remember, cuya canción principal Sunset Glow (붉은 노을), contiene un sampling de un famoso tema. Alcanzó la primera posición en diversas listas de popularidad. Finalmente recibió su segundo premio Artista del Año en el Festival Mnet de 2008.

### 2009-2010: Expansión y debut en Japón
El grupo viajó a Japón para grabar y lanzar su primer sencillo japonés My Heaven, una traducción al japonés de su sencillo coreano Heaven, perteneciente originalmente a Stand Up. Para promover el sencillo, el grupo actuó en varios programas de televisión, con lo que lograron colocar la canción en la tercera posición de Oricon. Mientras su segundo sencillo japonés, Gara Gara Go! (ガラガラ GO!!) salió a la venta en julio de 2009.
Posteriormente lanzaron la canción principal de la serie de Tokyo Broadcasting System Ohitorisama (おひとりさま). La canción principal fue lanzada como sencillo el 4 de noviembre de 2009, titulada Koe Wo kikasete (声をきかせて), traducido a español como Déjame escuchar tu voz. A finales de 2009 se anunció que celebrarían su concierto Big Show 2010, desde el 29 hasta el 31 de enero de 2010 en el Estadio Olímpico de Seúl. Al mes siguiente, se embarcaron en su Electric Love Tour de 2010 en Japón. El grupo regresó en febrero, con el lanzamiento de Lollipop 2, la canción fue utilizada para coincidir con promociones para el lanzamiento de LG Cyon Lollipop y también alcanzó el primer lugar en las principales listas digitales.

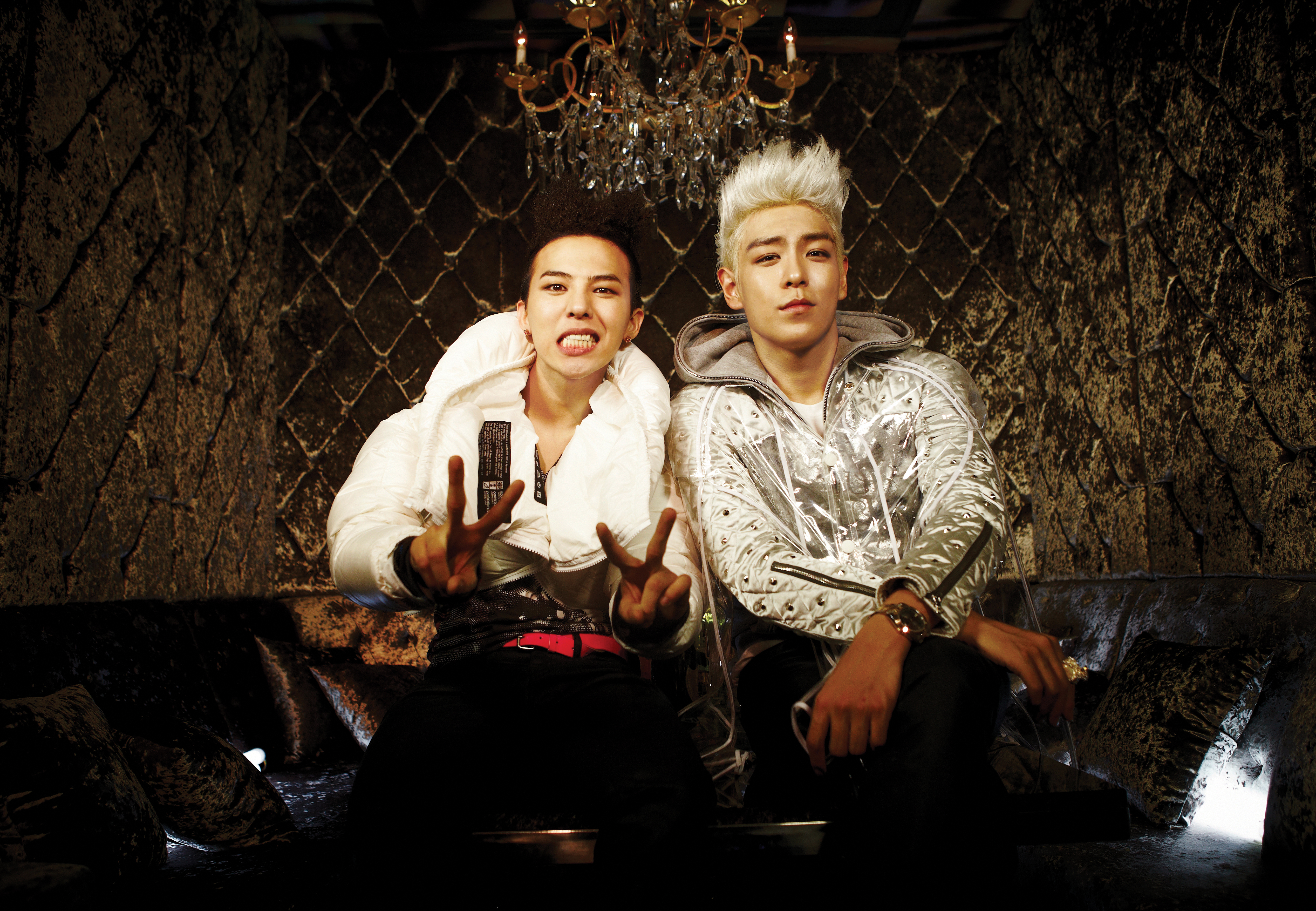
G-Dragon y T.O.P en 2010

El 17 de mayo, el grupo lanzó el vídeo musical del sencillo Tell Me Goodbye, relacionado con la promoción del relanzamiento japonés de la serie de televisión surcoreana de acción Iris (아이리스) y a fines de mayo, el grupo recibió los premios para Mejor Video Pop y Mejor Nuevo Artista en los MTV Video Music Awards de Japón 2010. A mediados del 2010, YG confirmó a través de su blog oficial que Big Bang retomaría sus actividades en Corea, trayéndoles de vuelta al escenario con la primera subunidad del grupo la cual estaría conformada por G-Dragon y T.O.P, su disco sería lanzado en diciembre del 2010 con sus respectivos vídeos musicales. A esto le siguió el regreso de Seungri a los escenarios tras la exitosa presentación de su canción Strong Baby.

### 2011-2014: Popularidad y expansión mundial
El 24 de febrero del 2011, fue lanzado con éxito el cuarto EP de la banda llamado Tonight, mientras el día sábado 26 de febrero del mismo año SBS transmitió un especial televisivo titulado Big Bang Comeback Show donde los chicos tuvieron la posibilidad de promocionar su nuevo álbum durante poco más de una hora, situación que no se había dado desde el regreso de Seo Taiji. También la cadena de cable Mnet produjo un especial de una hora para que ellos promocionaran todas las canciones de su nuevo álbum más algunas antiguas como Lies y Last Farewell.
También se celebró el concierto anual llamado BIGSHOW 2011, el cual contó con las presentaciones tanto grupales, individuales y como subunidad GD&TOP. El show fue un éxito en ventas y además fue parte del comeback oficial de Big Bang ya que se interpretaron algunas canciones de su nuevo álbum. Las promociones para su EP en los diferentes programas de música, donde competían con diferentes grupos K-pop, Big Bang resultó ganador recibiendo así la triple corona en sus promociones. Cabe mencionar que su álbum Tonight también apareció el World Albums Chart de Billboard, debutando en el tercer puesto, sin ningún tipo de promoción. Igualmente apareció como uno de los más vendidos en Itunes.
Durante la penúltima semana del mes de marzo del 2011, se anunció que Big Bang lanzaría un álbum especial, el cual era dedicado a los fanáticos de la banda como agradecimiento, las canciones principales serían Love Song y Stupid Liar, lanzándose un vídeo musical para la primera canción solamente. Ambas fueron promocionadas en el programa Inkigayo de SBS. Love Song alcanzó un millón de reproducciones en YouTube el primer día. Este mismo año, Big Bang fue nominado para los MTV Europe Music Awards en la categoría Best Asia and Pacific Act donde competía representando a Corea contra otros artistas de la región, después de semanas se dio a conocer al ganador mediante la página oficial de MTV EMA, donde Big Bang salió victorioso y además ganó el galardón Best Worlwide Act, donde compitió con artistas como Britney Spears.
El 29 de febrero del 2012 salió a la venta el quinto EP de la banda titulado Alive, el cual contenía 7 canciones, entre ellas los sencillos Blue, Bad Boy y Fantastic Baby (판타스틱 베이비), mientras que el 2 de junio del 2012 salió una nueva versión especial de Alive, al cual se le añadieron varias canciones, entre ellas el nuevo sencillo Monster. La canción Fantastic Baby debido al éxito fue interpretada en tres ocasiones en los Mnet Asian Music Awards en las ediciones de 2012, 2013 y 2014, aunque esa última vez solo por Taeyang y G-Dragon luego de la interpretación de Good Boy, un sencillo lanzado a fin de año por G-Dragon y Taeyang.

### 2015: Nuevos lanzamientos y décimo aniversario
G-Dragon anuncia en París, Francia, durante un desfile de Chanel el cual fue invitado, que estarían de vuelta en un gira mundial en abril de ese mismo año. Asimismo se anuncia que participarían en la gala de año nuevo lunar el 19 de febrero de 2015, que fue emitida por Dragon TV en China, donde interpretaron 8 canciones. En abril de ese mismo año, YG Entertainment publicó un informe acerca del regreso de la banda con un nuevo álbum de estudio titulado MADE, el cual fue originalmente programado para ser lanzado el 1 de septiembre de ese mismo año. Previo a esto se inicia la promoción, en un novedoso sistema nunca antes visto que consistía en promocionar todas las canciones del disco en sencillos lanzados los primeros días de cada mes por cuatro meses, hasta su divulgación por completo en septiembre de ese mismo año. Cada lanzamiento seguía la lógica de la división de la palabra Made, por ende el primer sencillo M correspondiente al mes de mayo, contenía las canciones Loser (루저) y Bae Bae (배배).
El 1 de mayo, el primer día de promoción, Loser y Bae Bae se posicionaron en los dos primeros lugares en el listado de Billboard World Digital Songs. M se posicionó primero en el Gaon Chart Top 100 Best-Selling Albums en la semana final de abril e inicios de mayo, con solo un día de ventas. El sencillo A, del mes de junio contenía Bang Bang Bang (뱅뱅뱅) y We Like 2 Party, que de acuerdo a Billboard, el 11 de junio, las canciones nuevamente se posicionaron en los primeros dos lugares en el listado Billboard's World Digital Chart, respectivamente. Las cuatro nuevas canciones de Big Bang también estuvieron en la cima del portal más importante en China, QQ Music, donde lograron popularidad, debido a que el lanzamiento fue simultáneo. En las listas de popularidad de vídeos musicales de QQ Music, Bang Bang Bang y We Like 2 Party se posicionaron en los primeras dos posiciones, mientras que Loser y Bae Bae, tercero y sexto respectivamente, superando a artistas como Jay Chou y Taylor Swift. Tras los primeros lanzamientos, comenzaron los reconocimientos y en julio de 2015, Bang Bang Bang, ganó un premio como la canción internacional del verano en MTV IGGY.

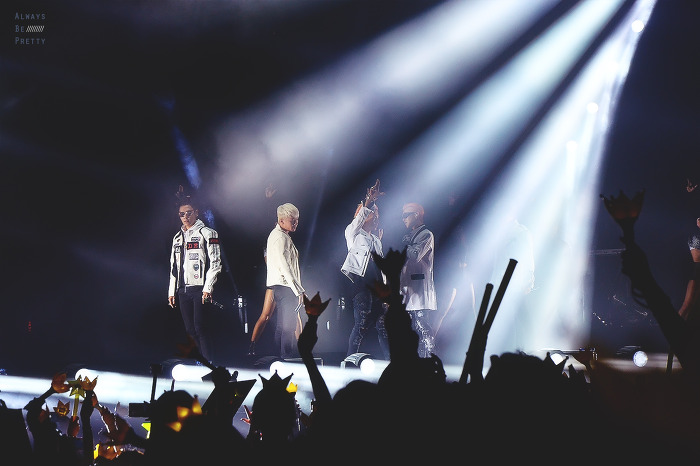
Big Bang en su gira Made en Dalian, Liaoning (China).

D, fue publicado el 1 de julio e incluía If You y Sober (맨정신). En los listados musicales de QQ Music, Sober obtuvo la posición número uno, de esta forma superó a Bang Bang Bang. Hasta el 14 de julio, Big Bang sobrepaso los 200 millones de reproducciones conjuntas de los vídeos musicales de M, A y D en Youtube. Finalmente el 1 de agosto de ese año salió a la venta E que incluía los temas Let's not Fall in Love (우리 사랑하지 말아요) y Zutter (쩔어), esta última canción es interpretada solamente entre G-Dragon y T.O.P. Let’s Not Fall In Love, traducido en español como No nos vamos a enamorar, debutó en la primera posición en el Gaon Singles Chart y en el Billboard's World Digital Chart, asimismo en esta última lista de popularidad, Zutter logró el segundo lugar. Las ventas combinadas de los cuatro sencillos, alcanzó los 13.3 millones de copias. En medio de la promoción de todas las canciones se embarcación en una gira por diferentes países, titulada como Made World Tour, que inició en Seúl el 25 de abril de ese año, y logró dar la vuelta al mundo convocando a más de 1.5 millones de seguidores. El 18 de agosto, YG Entertainment anunció que la fecha de lanzamiento del álbum que fue aplazado de su fecha original en septiembre.
El año 2015, concluyó para Big Bang la obtención de ₩ 140 mil millones en ganancias. Finalmente Made Series fue lanzado en Japón el 3 de febrero de 2016, incluyendo las mismas canciones, pero en japonés, adicionalmente a finales de ese mes, el vídeo musical de la canción Fantastic Baby, logra alcanzar los doscientos millones de reproducciones en el portal estadounidense Youtube desde su lanzamiento en marzo de 2012; convirtiéndose en el primer vídeo de una banda K-pop en alcanzar esa cantidad, con excepción de PSY que es solista. Tras el término del Made World Tour, Big Bang continuo de gira en 2016 con el nuevo Made V.I.P Tour, visitando ciudades de China y Taiwán, además de Hong Kong entre marzo y septiembre de 2016. Además en paralelo entre abril y mayo, tuvo lugar el Fantastic Babys 2016 Tour con 27 encuentros en cuatro ciudades de Japón, atrayendo más de 280.000 fanáticos.
Para celebrar los diez años desde el debut la banda, el 1 de junio de 2016, se anunció el lanzamiento de un largometraje, finalmente estrenado el 30 de junio de ese año, que visualizo el seguimiento de la banda durante el Made World Tour 2015, también se organizó una pequeña la gira de conciertos 0.TO.10 (Zero to Ten), en español de cero a diez, que tuvieron lugar en el Estadio Nagai en Osaka, Japón el 29 y 30 de julio, y en el Estadio Mundialista de Seúl el 20 de agosto de ese año. Un cuarto Japan Dome Tour fue confirmado para finales de 2016; al hacerlo, Big Bang rompió su propio récord al ser la primera banda o artista extranjero, en llevar a cabo por cuatro años consecutivos una gira en domos de Japón, contemplando reunir 781 mil personas en 16 conciertos. Para culminar las celebraciones, se organizó como tercer proyecto una exhibición sobre la historia de la banda en Seúl, titulada A TO Z, entre el 5 de agosto, hasta el 30 de octubre de ese año.

### 2022: Regreso
Después de cuatro años de descanso, el grupo (ya sin Seungri) estrenó con gran éxito el 5 de abril del 2022 un sencillo llamado “Still life”.

## Integrantes
| Miembro       | Miembro  | Nombre de Nacimiento | Nombre de Nacimiento | Fecha de Nacimiento               | Posición                                           |
| Romanización  | Hangul   | Romanización         | Hangul               | Fecha de Nacimiento               | Posición                                           |
| ------------- | -------- | -------------------- | -------------------- | --------------------------------- | -------------------------------------------------- |
| Taeyang       | 태양     | Dong Young Bae       | 동영배               | 18 de mayo de 1988 (37 años)      | Vocalista principal y bailarín                     |
| G-Dragon      | 지드래곤 | Kwon Ji Yong         | 권지용               | 18 de agosto de 1988 (36 años)    | Líder, vocalista, rapero principal y bailarín      |
| Daesung       | 대성     | Kang Dae Sung        | 강대성               | 26 de abril de 1989 (36 años)     | Vocalista, bailarín y maknae                       |
| Exintegrantes |          |                      |                      |                                   |                                                    |
| T.O.P         | 탑       | Choi Seung Hyun      | 최승현               | 4 de noviembre de 1987 (37 años)  | Rapero principal, visual, sub vocalista y bailarín |
| Seungri       | 승리     | Lee Seung Hyun       | 이승현               | 12 de diciembre de 1990 (34 años) | Vocalista, bailarín y ex-maknae                    |

## Discografía
| Álbumes de estudio - Bigbang Vol.1 (2007) - Remember (2008) - MADE (2016) EP - Always (2007) - Hot Issue (2007) - Stand Up (2008) - Tonight (2011) - Alive (2012) - Still Alive (2012) - Made Series (2015) | Álbumes de estudio - Number 1 (2008) - Big Bang (2009) - Big Bang 2 (2011) - Alive (2012) - Made Series (2016) EP - For the World (2008) - With U (2008) - Special Final in Dome Memorial Collection (2012) |

## Giras musicales
| Giras de BIGBANG - Want You Tour (2007) - Global Warning Tour (2008) - Stand Up Tour (2008) - Electric Love Tour (2010) - Love and Hope Tour (2011) - Alive Galaxy Tour (2012-2013) - Japan Dome Tour (2013–2014) - Japan Dome Tour: X (2014-2015) - MADE World Tour (2015-2016) - 0.TO.10 (2016-2017) | Giras en solitario - Daesung: D'scover Japan Tour (2013) - G-Dragon: One of a Kind World Tour (2013) - Daesung: D'slove Japan Tour (2014) - Taeyang: Rise Tour (2014-2015) - Daesung: D-lite Japan Dome Tour (2017) - Seungri: The Great Seungri (2018) - Taeyang: "The Light Year" (2025) YG Family - 10th Anniversary World Tour (2006) - 15th Anniversary Tour (2011–2012) - Power World Tour (2014) |